# Arta (Azerbaigian)
Arta è un comune dell'Azerbaigian situato nel distretto di Lerik. Conta una popolazione di 162 abitanti.